# San Biagio di Callalta
San Biagio di Callalta este o comună din provincia Treviso, regiunea Veneto, Italia, cu o populație de 12.715 de locuitori&#32 (2022);și o suprafață de 48,51 km².

## Demografie
San Biagio di Callalta - evoluția demografică

|  | Graficele sunt indisponibile din cauza unor probleme tehnice. Mai multe informații se găsesc la Phabricator și la wiki-ul MediaWiki. |

Date: Recensăminte sau birourile de statistică - grafică realizată de Wikipedia